# Концерт (Гверчино)
«Концерт» — малоизвестная картина итальянского художника XVII века Гверчино (1591—1666).
Одну из первых композиций на тему концерта создал художник из города Феррара Эрколе де Роберти в 1490 году и задал канон, по которому десятилетиями будут создавать похожие концерты Матиа Прети или Дирк ван Бабюрен, другие последователи Эрколе де Роберти и Караваджо.
«Концерт» Гверчино — раннее произведение мастера. Ему не было и 30, когда он обратился к подобной теме. На картине показано место возле неширокой реки, которую пересекает бричка. Солнце уже село, и густые тени покрыли деревья и лица молодёжи, которая играет на музыкальных инструментах.